# Château de Miravet
Pour les articles homonymes, voir Miravet (homonymie).
Le château de Miravet est une forteresse de l'ordre du Temple située à Miravet en Catalogne, dans la province de Tarragone, située dans le nord-est de l'Espagne.

## Description

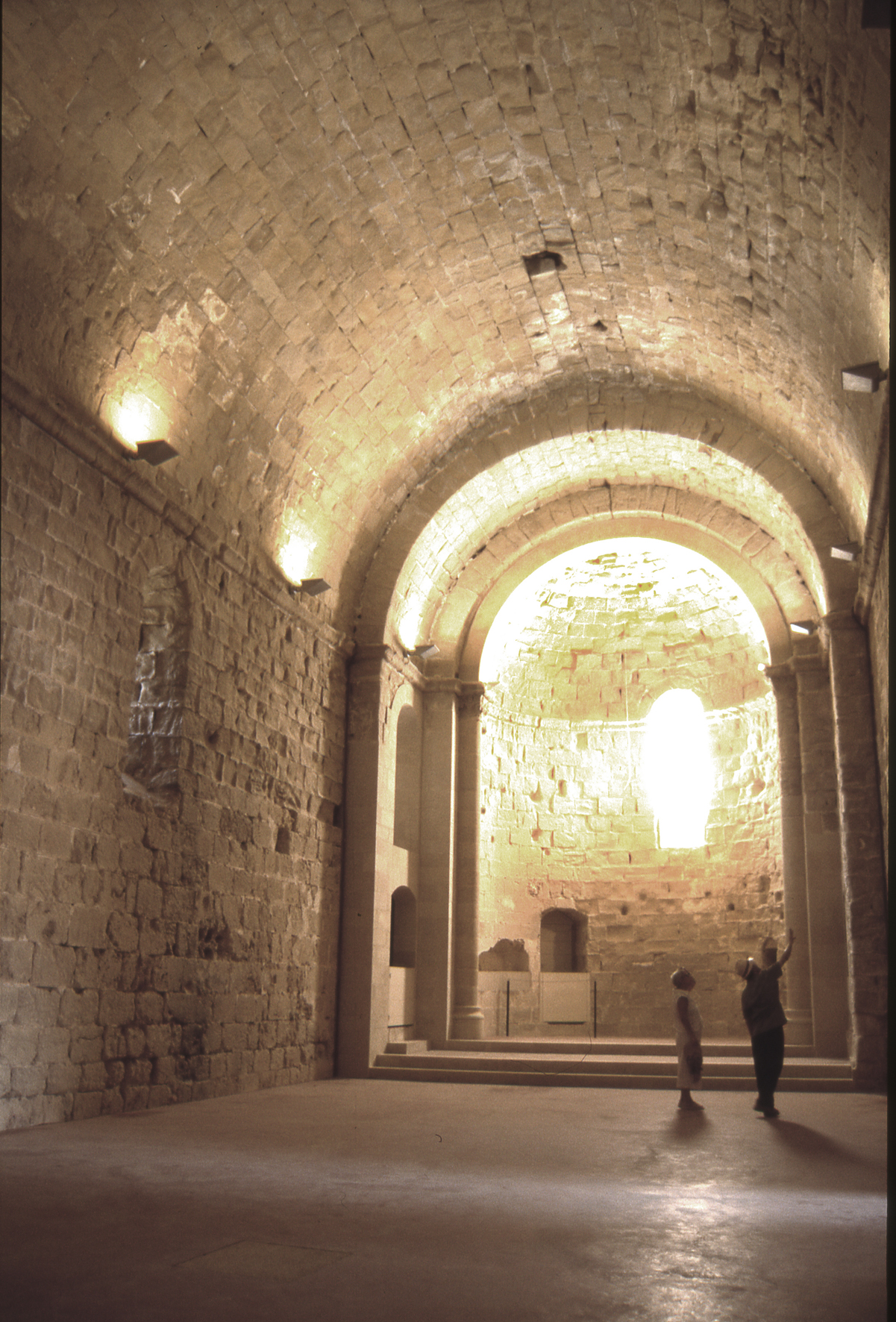
Châteaux de Miravet, chapelle, 2004.

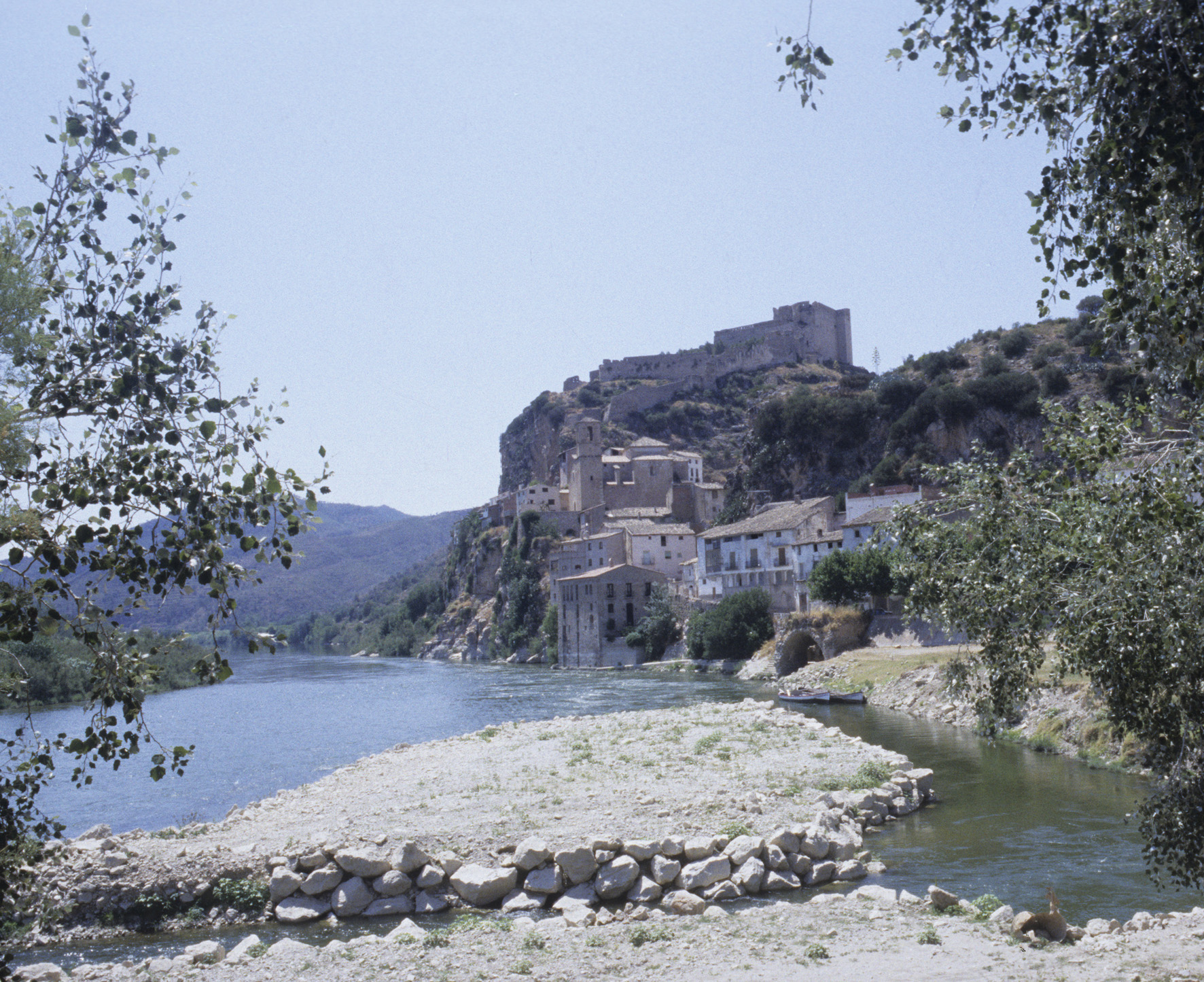
Châteaux de Miravet. Vue générale, 2004.

À l'emplacement d'un château arabe, les templiers firent construire au XIIe siècle une nouvelle forteresse de forme trapézoïdale. Une première cour est entourée d'une muraille de vingt-cinq mètres de hauteur. La basse-cour est ceinte d'un second rempart. 
Le rez-de-chaussée du donjon était occupé par la chapelle. Celle-ci avait un chevet en abside (semi-circulaire).

## Histoire
En 1152, durant la Reconquista, les templiers assiègent la forteresse, l'attaquent et en prennent possession. En 1153, Raimond-Bérenger IV, comte de Barcelone, leur en fait don afin qu'ils protègent la frontière sud du comté de Barcelone. Jusqu'en 1230, Miravet contribuera à la défense de la zone. C'est à partir de 1185 que la colonisation peut s'effectuer. Elle sera très lente. Une fois la région pacifiée, un bourg se construit autour du château. Miravet devient le centre d'une colonie chrétienne. L'ordre du Temple possédait d'importants troupeaux.
Berenguer de Saint-Just fut commandeur de la forteresse de Miravet de 1297 à 1307. Ancien château arabe transformé en couvent-forteresse, Miravet permettait de tenir la frontière et d'attaquer les territoires sarrasins.
Au moment de l'arrestation des templiers en France en octobre 1307, les templiers de Miravet s'enfermèrent dans leur forteresse en se mettant sous la  protection de Raymond de Guardia, commandeur du Mas Deu, en Roussillon. Ils résistèrent aux troupes royales jusqu'en décembre 1308, avant d'être arrêtés : ils se rendent aux troupes du roi d'Aragon après un an de résistance.
Le commandeur Raymond de Guardia fut alors jugé et finalement acquitté. Il se retira à la Mas Deu. Le pape Clément V déclare l'ordre éteint le 3 avril 1312, et ordonne de faire comparaître tous les Templiers des provinces, et de les faire juger par des conciles provinciaux. S'ils sont absous, on pourra leur donner une pension prise sur les biens de l'ordre. En Catalogne, le mot de la fin est donné par l'archevêque de Tarragone, Guillem de Rocabertí, qui prononce, le 4 novembre 1312, l'innocence de tous les Templiers catalans .

## État de conservation
La forteresse de Miravet est en bon état de conservation. Elle a gardé aujourd'hui son aspect templier.

### Articles connees
- Liste des commanderies templières en Catalogne
- Liste des forteresses templières ibériques